# 청송으로 가는 길
청송으로 가는 길은 1990년 공개된 대한민국의 영화이다.

## 배역
- 중광
- 조형기
- 문창근
- 길달호
- 양택조
- 한태일

## 수상
- 1990년 제28회 대종상
  - 조명상 - 최입춘
  - 편집상 - 이경자
- 1990년 제26회 백상예술대상
  - 영화부문 감독상 - 이두용
- 1990년 제10회 한국영화평론가협회상
  - 감독상 - 이두용